# ټ
ټ는 파슈토어에서 무성 권설 파열음을 나타내는 글자이다.